# Piękne umysły
Piękne umysły – niemiecki miniserial. Reżyserami są Petra Höfer oraz Freddie Röckenhaus.
Dokument jest opowieścią o ludziach z zespołem sawanta. Oprócz prezentacji znanych sawantów autorzy dokumentu szukają naukowego wyjaśnienia tego zjawiska.

## Obsada
- Susanne Dobrusskin (narrator)
- Benjamin Völz (narrator)
- Temple Grandin (ona sama)
- Kim Peek (on sam)
- Stephen Wiltshire (on sam)
- Alonzo Clemons (on sam)
- Simon Baron-Cohen (on sam)
- Howard Potter (on sam)
- Matt Savage (on sam)
- Orlando Serrell (on sam)
- Allan Snyder (on sam)
- Christopher Taylor (on sam)
- Rüdiger Gamm (on sam)
- Tommy McHugh (on sam)
- Gerhard Roth (on sam)
- Darold Treffert (on sam)
- Gilles Trehin (on sam)